# Kolędówka
Kolędówka (884 m) – szczyt w Paśmie Jałowieckim, które w regionalizacji fizycznogeograficznej Polski według Jerzego Kondrackiego zaliczane jest do Beskidu Makowskiego, w nowszej regionalizacji z 2018 roku do Beskidu Żywiecko-Orawskiego, a w najszerszym ujęciu do Beskidu Żywieckiego. Kolędówka znajduje się w tym paśmie pomiędzy Babiarzówką (890 m) a przełęczą Kolędówki (809 m).
Kolędówka to mało wybitny szczyt. Jego strome i całkowicie porośnięte lasem północne stoki opadają do doliny Stryszawki. Wcięta jest w nie dolinka potoku Siwcówka uchodzącego do tej rzeki. Stoki południowe są bardziej łagodne, opadają do doliny Skawicy. Mniejsze nachylenie zboczy, łagodniejszy klimat i południowa wystawa spowodowały, że w znacznym stopniu wycięto na nich las, a na jego miejscu powstały pola i zbudowania osiedli miejscowości Zawoja. Zabudowania i pola tej miejscowości podchodzą pod samą przełęcz Kolędówki i niemal do samego wierzchołka Kolędówek. Sam wierzchołek Kolędówka jest porośnięty lasem, szlak turystyczny omija go nieco po północnej stronie.
Grzbietem przez Kolędówkę biegnie granica między miejscowościami Stryszawa i Zawoja, obydwie w powiecie suskim, w województwie małopolskim. Nazwa szczytu pochodzi od znajdującej się tuż pod jej wierzchołkiem i należącej do Zawoi osady Kolędówka. Aleksy Siemionow podaje dla szczytu i dla osady nazwę Kolędówki, według państwowego rejestru nazw geograficznych jest to Kolędówka, natomiast Kolędówki to położona po północno-wschodniej stronie szczytu przełęcz.

## Szlaki turystyczne
przełęcz Przysłop – Kiczora – Solnisko – Kolędówki – Jałowiec – Czerniawa Sucha – Lachów Groń – Koszarawa. Czas przejścia 6 h, ↓ 6.05 h.